# 维莱特 (厄尔省)
维莱特（法語：Villettes，法語發音：[vilɛt]）是法国厄尔省的一个市镇，位于该省中部，属于埃夫勒区。

## 地理
维莱特（49°8'56"N, 1°2'42"E）面积6.87 平方千米，位于法国诺曼底大区厄尔省，该省份为法国北部内陆省份，北起滨海塞纳省，西接奧恩省和卡爾瓦多斯省，南至厄尔-卢瓦省，东临瓦兹省、瓦兹河谷省和伊夫林省。
与维莱特接壤的市镇（或旧市镇、城区）包括：沃农、卡纳普维尔、弗格罗勒、圣奥班代克罗斯维尔、埃克托。

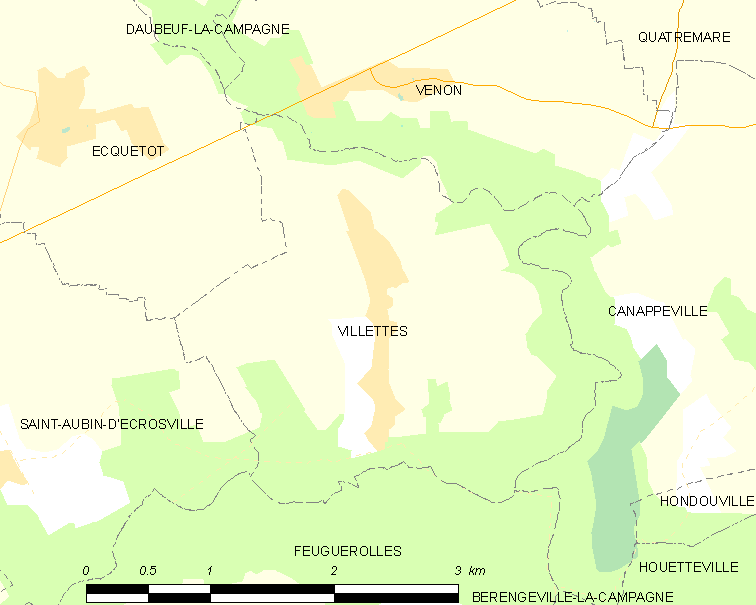
的OSM定位图

维莱特的时区为UTC+01:00、UTC+02:00（夏令时）。

## 行政
维莱特的邮政编码为27110，INSEE市镇编码为27692。

## 政治
维莱特所属的省级选区为勒讷堡县。

## 人口

1962-2008年间人口变化图示

维莱特于2022年1月1日时的人口数量为169人。